# Selene dorsalis
la lamparosa portuguesa (Selene dorsalis) es una especie de peces de la familia Carangidae en el orden de los Perciformes.

## Morfología
• Los machos pueden llegar alcanzar los 38 cm de longitud total.

## Distribución geográfica
Se encuentra desde Portugal hasta Sudáfrica, incluyendo  Madeira y Cabo Verde.